# 甘石星經
《甘石星经》，是中国古代的天文学专著和观测记录，长期以来被误认为是《天文星占》和《天文》的合编，该书原作者被误认为战国中期的占星家甘德和石申。
从文献学的角度考证，中国天文学史在春秋战国时期天文学已有长足发展，在这一时期出现了部分天文学专著和天文观测记录，用以君王星占和便于季节性的生产活动。
战国中期，齐国的天文学家甘德著有《天文星占》八卷，魏国的天文学家石申著有《天文》八卷。
原书已失，但《汉书·天文志》中保存有甘氏和石氏关于二十八宿的星表。经多位学者考证，今传的《甘石星经》已非原著，乃为后世宋人所伪托。
现传本《甘石星经》有两种版本：一种是署名汉甘公、石申撰的《星经》，被宋以后的人称为《甘石星经》。有广汉魏丛书明万历本、清嘉庆本，说郛宛委山堂本，增订汉魏丛书乾隆本、红杏山房本、三余堂本、大通书局石印本，最常见的是丛书集成初编本。比较上述各版本，内容基本相同。另一种叫《通占大象历星经》，也署名甘公、石申撰。有道藏正统本、小十三经本、汉魏丛书明万历本、津逮秘书汲古阁本、丛书集成本。除极个别字句外，内容也基本一样。

## 本書之天文学成就
1. 书中详细记载了五緯之运行情况，以及它们的出没规律，並肉眼记录木卫二（甘德所載，1981年席澤宗指出，但國際上未被承認）。
2. 书中记录800多个恒星的名字，並劃分其星官，其體系對後世發展頗有深遠影響。
3. 书中提及日食、月食是天体相互掩食的现象。
4. 为纪念石申之发现，月球上有一座环形山命名为「石申环形山」，该环形山位于月球背面西北隅，离北极不远，面积约350平方千米。月面坐标为75.78°N 104.13°E，直径46.52公里，深约2.296公里。